# Nix wie raus aus Orange County
Nix wie raus aus Orange County ist eine US-amerikanische Filmkomödie aus dem Jahre 2002 nach einem Drehbuch von Mike White.

## Handlung
Shaun Brumder, ein junger Surfer aus Orange County, sucht nach dem Tod seines besten Freundes nach einem neuen Ziel im Leben und stolpert dabei über ein Buch, welches sein Leben verändert. Nachdem er das Buch etliche Male gelesen hat, steht für ihn fest, dass er nach Stanford gehen möchte, um Schriftsteller zu werden und sein Vorbild Marcus Skinner, den Autor des Buches, zu treffen. Da Shaun trotz weniger Anstrengungen gute Noten schreibt, dürfte dieses Ziel für ihn überhaupt kein Problem sein. Die Familie ist alles andere als idyllisch. Shauns Vater ließ sich von seiner Mutter scheiden und lebt mit einer weitaus jüngeren Frau zusammen. Die Mutter ist Alkoholikerin und streitet tagein, tagaus mit jedem (vorzugsweise mit der Hausangestellten). Weiter leben in dem Haushalt noch der im Rollstuhl sitzende neue Ehemann seiner Mutter, Bob, und Shauns drogenabhängiger älterer Bruder Lance, der nichts anderes zu tun hat, als Shaun um eine Urinprobe für den Drogentest anzubetteln. Für Shaun ist es Zeit: nix wie raus aus Orange County. 
Der Schuladministratorin, die für Universitätsfragen zuständig ist, passiert ein Missgeschick – sie vertauscht Shauns Daten mit denen eines Mitschülers, was zur Folge hat, dass Shaun eine Absage von Stanford bekommt. Shaun ist am Boden zerstört und weiß nicht, was er tun soll. Er wendet sich an seinen Vater, ob dieser nicht eine großzügige Spende an Stanford machen möchte, um ihm so ein Stipendium zu verschaffen – dieser lehnt jedoch ab. Auch eine Einladung zweier Vertreter von Stanford läuft schief; nicht nur der exzessive Alkoholkonsum seiner Mutter, sondern auch das Auftreten von Lance machen diesen Versuch zunichte. Shaun ist am Ende. 
Nachdem Lance bemerkt, was er angerichtet hat, beschließt er, es wiedergutzumachen und macht sich gemeinsam mit Shaun und Ashley auf den Weg nach Stanford. Ihm wird schon eine Lösung einfallen. Während Ashley und Shaun versuchen, mit dem für Einschreibungen verantwortlichen Dekan der Universität Kontakt aufzunehmen, der noch zufällig Lances fälschlicherweise für Schmerztabletten gehaltene Drogen konsumiert, schläft Lance mit dessen Sekretärin. Leider entflammt Lance das Schulgebäude mit der Ablehnungsliste, welche er anzündet und in den Mülleimer wirft. 
In der Zwischenzeit trifft Shaun Marcus Skinner und hat ein aufschlussreiches Gespräch mit ihm. Letztendlich kommen alle unverrichteter Dinge nach Hause und sehen, dass Shauns Vater wieder eingezogen ist, da er sich mit seiner Mutter ausgesöhnt hat. Der Vater beschließt, die Spende an Stanford zu machen, für irgendein Sekretariat, das abgebrannt sein soll. 
Shaun jedoch will nicht mehr nach Stanford. Um Schriftsteller zu werden, muss er nicht auf die Universität gehen. Er beschließt, in Orange County zu bleiben.

## Kritik
Das Lexikon des internationalen Films urteilte: „Schwarz-humorige Teenie-Komödie, die die Untiefen des Genres weitgehend meidet und mit einigen hübschen Einfällen aufwartet. Letztlich mangelt es ihr dennoch an Substanz, sodass sich die guten Darsteller an einer Fülle von Unverbindlichkeiten abarbeiten.“
Die Deutsche Film- und Medienbewertung FBW in Wiesbaden verlieh dem Film das Prädikat wertvoll.